# Villa di Poggio a Caiano
Medičejska vila v mestu Poggio a Caiano, imenovana tudi Ambra, je ena najbolj znanih vil. Stoji v kraju Poggio a Caiano (Prato). Danes je v državni lasti, v njej sta dva muzeja: zgodovinska stanovanj (pritličje in nadstropje) in muzej tihožitij (drugo nadstropje).
Vila je morda najboljši primer arhitekture, ki jo je naročil Lorenzo il Magnifico, v tem primeru  Giuliani da Sangalli okoli leta 1480. Ni naključje, da gre za zasebno stavbo, kjer obstajajo elementi, ki so bili pozneje uporabljeni pri razvoju tipa vil: prevladujoč položaj v krajini, zavestno obnavljanje klasičnih arhitekturnih elementov (kot je banjast obok in jonska fasada templja), lože, simetrična razporeditev okoli osrednjega salona in podobno.:137

## Zgodovina

### 15. stoletje
Vila stoji sredi hriba, zadnjega odcepa gorovja Montalbano, na strateškem položaju na rtu proti reki Ombrone in ravnici ter prevladuje nad cesto med Firencami in Pistoijo.
Zgradil jo je Lorenzo de' Medici po nakupu rustikalne kmetije od Giovannija Rucellaija, ta pa je od Palle Strozzija kupil takrat preprosto trdnjavo, ki jo je v začetku 15. stoletja zgradila družina Cancellieri iz Pistoije.
Po obdobju intenzivnega pridobivanja zemljišč s strani družine Medici na območju kraja Poggio a Caiano in tudi na drugem bregu reke Ombrone, v kraju Tavola, je med letoma 1470 in 1474 Lorenzo naročil Giulianu da Sangallu, da zgradi vilo, ki je postala prototip plemiških rezidenc države v naslednjih stoletjih. Pravzaprav je Lorenzo prek svojega najljubšega arhitekta med prvimi zasnoval agrarni prostor, v katerem je bilo ozemlje urejeno in oblikovano v skladu z zahtevami po harmoniji. Takrat je začel postavljati idejo vila-trdnjava (kot Medičejska vila v Careggiu, bolj kot grad, ki ga je Michelozzo trideset let prej izdelal za Cosima starejšega, Lorenzovega deda). Ta nova sposobnost je bila posledica političnih vprašanj, zahvaljujoč obdobju miru in stabilnosti, ki ga je dosegla Lorenzova politika in filozofskih, kot trdijo humanisti.
Med novostmi tega obdobja je bila veranda postavljena v pritličju (skoraj medsebojno povezano območje med okoliško pokrajino in vilo), klasična veranda in pediment na piano nobile in pomanjkanje osrednjega dvorišča. Postopoma je bila vila obogatena z deli v 'kontinuumu' med arhitekturo, slikarstvom in kiparstvom. Freska  Filippina Lippija sega v obdobje pod ložo v prvem nadstropju in morda pediment iz glazirane majolike, ki ga pripisujejo Andrei Sansovinu (nekateri zgodovinarji se sklicujejo na drugo konstruktivno stopnjo).
Giuliana da Sangalla je še ena stavba znotraj posestva: to je kvadratna stavba z bastijoni na osrednjem dvorišču, imenovana Cascine in je bila kot središče kmetijske dejavnosti, zgrajena pred vilo, njena idealna protiutež pri celotni teritorialni zasnovi.
Ob Lorenzovi smrti leta 1492 je bilo delo v vili še vedno večinoma nedokončano in je bilo med 1495 in 1513 ustavljeno zaradi izgnanstva Medičejcev iz Firenc. Vila je bila končana le za v tretjini, podnožje z že dokončano verando in talnimi deskami v prvem nadstropju oboka, ki je moral pokrivati osrednji salon.

### 16. stoletje
Med letoma 1513 in 1520, po vrnitvi Medičejcev, so bila dela končana na pobudo sina Lorenza Veličastnega, Giovannija, ki je medtem postal papež Leon X. Giuliano da Sangallo, zdaj starec, je delo spremljal le občasno in do leta 1516, leta njegove smrti. Dela pa so se nadaljevala po njegovih načrtih, verjetno tudi dokumentiranih z leseno maketo. Obok osrednje dvorane v prvem nadstropju je bil narejen s papeškim grbom pod vodstvom Andrea di Cosima Feltrinija in Franciabigia. Od vsega začetka je velik banjast obok že od začetka povzročal zaskrbljenost, saj so se bali porušitve. Ta strah je umiril Sebastiano Ximenes zaradi dela na svoji palači Ximenes da Sangallo v Firencah.
Že v obdobju Leona X. so freske salona začeli izdelovati največji florentinski mojstri tistega časa: Pontormo, Andrea del Sarto in sam Franciscan. Slike je petdeset let kasneje dokončal Alessandro Allori, s preoblikovanjem prvotnega projekta v bolj monumentalnem ključu, ki daje figuram več prostora kot slikanim arhitekturam.
Vila je bila kraj, kjer so sprejeli tuje neveste družinskih članov v Firencah. Tu so bile med drugimi tudi poroke Alessandra de' Medici in Margarete Avstrijske (1536), med Cosimom I. in Eleanoro Toledsko (1539), Francescom I. in Bianco Cappello, ki je že bila njegova ljubimka (1579). Bianca in Francesco sta v tej vili našla tudi smrt zaradi vzrokov, ki niso popolnoma razčiščeni in zaradi katerih obstaja sum zastrupitve.

### 17. in 18. stoletje
Leta 1661 je prišla v Firence Marguerite Louise d'Orléans, sestrična Ludvika XIV. in žena Cosima III. Princesa, ki se je močno razlikovala od Cosimovega temnega in ultraverskega značaja, predvsem pa jo je prevzela velika vojvodinja Vittoria della Rovere, je bila dejansko prestavljena v Poggio a Caiano. Da bi ublažila 'ujetništvo', je poleg spremljanja približno 150 ljudi v pritličju zgradila gledališče, preden se je leta 1675 za stalno vrnila v Francijo.
V gledališču so bile pogoste komedije in tukaj so imeli zelo unikatno zbirko, imenovano Kabinet del  malih vseh najbolj znanih slikarjev. Šlo je za galerijo slik, postavljeno v eno samo sobo vile, ki je vsebovala 174 slik toliko različnih slikarjev, od katerih je največja merila 100 x 75 cm in je vključevala dela nekaterih najpomembnejših avtorjev, Dürerja, Leonarda da Vincija, Rafaela, Rubensa itd. Danes ni več občudovanja vredna, ker so jo leta 1773 raznesli Habsburžani. Kabinetno sobo je Sebastiano Ricci freskiral z Alegorijo umetnosti, vendar je bilo tudi to delo izgubljeno v poznejših prenovah. Monumentalne orgle rimskega Lorenza Testa (1703), ki so bile že v palači Pitti in danes v gledališču, so rezultat Ferdinandove želje.
Izvedena so bila potrebna vzdrževalna dela in občasna obnova, čeprav so posest v skladu z njihovo gospodarsko strategijo nameravali spremeniti: nekatere vile (na primer Ambrogiana in Lappeggi) niso več uporabljali, opremo so odpeljali v palačo Pitti in druga prebivališča. Poggio a Caiano te usode ni doživela in o tem priča le malo pohištva, na primer majhen lesen predalnik z intarzijo, ki prikazujejo poglede in pokrajine. Arhitekta Giuseppe in Giovan Battista Ruggeri sta skrbela za splošno obnovo, s prenovo gledališča in namestitvijo ure na fasado.
V času Ferdinanda III. Toskanskega je bil park pred vilo opremljen z nekaterimi zabavnimi vsebinami: gugalnica, jezdec osla in vrtiljak s konji", ki so še vedno shranjeni v skladišču.

### 19. stoletje
Med koncerti v gledališču vile so bili Giovanni Paisello, Etienne Nicolas Méhul in Gaspare Spontini. Na hodniku v predsobi v prvem nadstropju in v sedemnajstih sobah vile so freske neoklasicika Luigija Catanija, pri katerem so redno sodelovali različni umetniki.
Leta 1811 je Giuseppe Manetti, ki ga je vedno naročila Elisa Baciocchi, zasnoval nove angleške vrtove z nepravilnimi drevoredi, ribnikom in majhnimi neoklasicističnimi paviljoni, kot so stožčasti ledenik in Dianin tempelj. Projekt je bil zaključen šele kasneje in delno.
Z obnovo (1819) so se nadaljevala popravila in restavratorska dela (zlasti na vrtu, kjer je bila zgrajena oranžerija, delo Pasquale Pocciantija, končan je bil in angleški park.
Leta 1828 so bile na straneh stavbe nameščene sončne, medtem ko je bila notranjost vile posodobljena s finim pohištvom iz kraljevskih palač Modena, Piacenza, Parma, Torino, Lucca in Bologna kot dediščina novega enotnega kraljestva.

### 20. stoletje in sedanjost
Med drugo svetovno vojno je bila vila uporabljena kot zatočišče pred  bombardiranjem pomembnih umetniških del iz celotne Toskane, kot so Michelangelovi kipi ali spomenik Štirim mavrom iz Livorna itd. Poleg tega so v velike podzemne prostore zatekli razseljeni prebivalci.
Leta 1984 je postal nacionalni muzej in od takrat se je začel pomemben restavratorski cikel, kjer so zahvaljujoč dragocenemu inventarju iz leta 1911 notranjost vile v največji možni meri predelali, tako da so bili raztreseni vsi predmeti, pohištvo in umetniška dela med različnimi muzeji in državnimi skladišči.
V vili in na vrtovih so bili posneti prizori filma Darling (1965) režiserja Johna Schlesingerja.
Restavriranje se je zaključilo leta 2007 z odprtjem za javnost drugega nadstropja, kjer je bil Muzej tihožitja, v katerem so velike slike Bartolomea Bimbija ter druga dela iz medičejskih vil iz Castella, Topaie, Ambrogiane in drugi.
V noči na 6. marec 2017 se je podrlo približno 30 metrov zidu, ki obdaja območje vile. Močne padavine so spodkopale njegove temelje.

### Predlogi za prihodnost
Dejavnost raziskovalcev in restavratorjev se je zdaj osredotočila na obnovo, da bi bili na voljo javnosti še drugi prostori vile. Med njimi sta Cucinone iz 17. stoletja in podzemni Criptoportico, ki je povezan z vilo. To okolje je eno najbolje ohranjenih primerov arhitekture, prilagojene domačim potrebam dvora: vključuje več prostorov za pranje perila in tudi zelenjavni vrt z aromatičnimi zelišči za uporabo v kuhinji. Skupaj s plesno dvorano, nekoč igriščem, bi lahko te prostore uporabili za razstavo kočij 18. stoletja.

## Opis

### Zunanjost
Leta 1575 je Alfonso Parigi zamenjal žleb, kjer je obstajala prehodna stena in spremenil poševno streho, ki je tako pridobila višino in je bistveno spremenila deleže začetnega Sangallovega projekta. Okna, ki so sprva imela prečke, torej razdeljena na štiri dele z nekakšnim osrednjim kamnitim križem, so bila spremenjena po vzoru iz poznega 15. stoletja, izum Baccio d'Agnola. V 17. stoletju je bil dodan stolp z uro v os z osrednjim pedimentom.

#### Frizi
Trikotni (beli, modri in zeleni) friz, ki ga danes vidimo na timpanonskem kaminu na glavni fasadi vile, je kopija, ki jo je leta 1986 izdelal proizvajalec Richard Ginori, medtem ko je original v sobi v prvem nadstropju vile. Pripisovanje in datiranje je negotovo. Predvsem ga pripisujejo Andreu Sansovinu glede faze gradnje Lorenza il Magnifica, saj se nanaša na temo vrnitve v zlato dobo ali pa jo je izvedel Giuliano da Sangallo ali Bertoldo. Dve fazi, od katerih se je druga končala v času Leona X.
Prečiščena in emblematična tema bi lahko predstavljala tudi izbiro duš po platonskem mitu. Vsekakor je jasna narava izražanja zapletene iniciacijske klime, ki se v nizu alegoričnih alegorij evokativnega klasicizma nanaša na Lorenzov filozofski krog.

### Notranjost
Notranjost vile je doživela več preobrazb, ki so skozi leta spremenile njen prvotni videz.

#### Pritličje
Za stopniščem pod ložo, ki obdaja vilo, kjer so štirje rimski sarkofagi, se vstopi v apartmaje v pritličju. To nadstropje iz 16. stoletja je veljalo za še vedno drugotno od piano nobile, zato nadgradnja teh okolij sega večinoma v naslednja stoletja, z izjemo stanovanj Biance Cappello.
Vhodna dvorana je ometana v svetlo rumeni barvi in vsebuje nekaj napisov na temo Vittoria Emanuela II. in plebiscita, ki je združil Toskano z novonastalo Kraljevino Italijo.
Kasneje se vstopi v Teatro delle Commedie, ki ga je leta 1675 prvič ustvarila Marguerita Louisa d'Orléans, malo znana žena Cosima III. Dejansko je bila izgnana v Poggio a Caiano in za ublažitev njenega samotnega življenja je mislila, da bo ustvarila gledališče, o katerem imamo prvo omembo leta 1697. Uporaba gledališča je bila pogostejša pod princem Fernandom.
Biljardna dvorana je v savojskem slogu, s stropom s freskami kot pergolo, po kateri se spregledajo kerubi in kupidi, medtem ko slika na platnu prikazuje resnične znake Savojske hiše.

#### Stanovanje Biance Cappello
Desno je dostop do apartmajev Biance Cappello, kjer je mogoče jasneje kot drugod zaznati renesančni vidik vile. Bianca Cappello je bila dobro izobražena in prefinjena beneška plemkinja, ki je imela razmerje z velikim vojvodo Francescom I. Ta skrivna zveza, ki je vključevala vladarja mesta, že poročenega z Joanno Avstrijsko in novopečeno ženo, je bila eden največjih škandalov renesanse in ena najbolj romantičnih strani sage o Medičejcih: čeprav sta ljubimca storila vse, da ne bi bila odkrita, je bila njuna zgodba že od začetka tema govoric.
V Poggio a Caiano je njuna zgodovina živela nekaj najpomembnejših trenutkov, pravzaprav je bila tu izseljena ženska, ki jo je družina sovražila, Medičejski dvor pa jo je skupaj z zakonito nevesto, strateško odstranil iz Firenc. Sprva je bila zaprta v sekundarno vilo na višini Poggio a Caiano, imenovano Il Cerretino, in ob tej priložnosti so se pojavile nekatere priljubljene fantazije, na primer obstoj podzemnega hodnika med obema vilama, ki bi ljubimcema omogočil, da se na skrivaj srečata. S smrtjo Biancinega moža in Joanne sta se zaljubljenca lahko končno poročila in preživela v Poggio a Caiano nekaj najlepših trenutkov svojega zakonskega življenja. O tej povezavi z vilo še vedno pričajo apartmaji Biance Cappello v pritličju. V vili sta oba tudi umrla oktobra 1587: študija 2004–2006 govori o zastrupitvi z arzenom v tkivih obeh, čeprav ni mogoče razumeti ali gre za posmrtno zdravljenje nekaterih simboličnih organov, pokopanih skupaj v cerkvi Bonistallo. (Uradne kronike govorijo o tercijanski mrzlici).
V prvi dvorani teh prostorov, preprosti predsobi, so tri slike na svetopisemsko temo, ki jih pripisujejo Paolu Veroneseju: Mojzes in goreči grm, Prehod Rdečega morja in Lazarjevo vstajenje; tu je bila po obnovi tudi Pietà Giorgia Vasarija, ki je prihajala iz kapele vile, ki danes pripada lokalnemu misijonu.
Sledi 'soba Camino' stanovanja Biance Cappello. Soba, čeprav je bila v 19. stoletju eklektično obnovljena, še vedno ohranja čudovit kamin iz belega marmorja, ki ga podpirata dva telamona, izklesana z izjemno plastično trdnostjo. Avtorstvo dela še ni razjasnjeno, toda obseg ustvarjanja je zagotovo blizu Bernardu Buontalentiju, kar dokazuje izmuzljivost trupa in domiselno valovite glave. Morda jih je mogoče pripisati Alfonsu Parigiju v vili 1575.
Vrata na isti ravni vodijo v spalnico vojvodinje Biance, prekrito s tapetami v imitaciji usnja in neorenesančno pohištvo, rezultat popolne rekonstrukcije sloga iz leta 1865 (ni na ogled).
Kamnito stopnišče v pietra serena (siv peščenjak), povezano s kaminom, povezuje dve zgornji odprtini v isti sobi, ki povezujeta te prostore z zgornjim nivojem, kjer je danes soba kralja Viktorja Emanuela II. in kjer je bila verjetno soba Francesca I. Medičejskega.

#### Piano nobile
V prvem nadstropju je najzanimivejše okolje vile: salon Leona X., postavljen sredi stavbe in končan okoli leta 1513. Po besedah Vasarija okras oboka le delno pripada Sangallu, ostalo bi bilo delo Franciabigia in Cosima Feltrinija. Fresko okras je eden najpomembnejših slikovnih ciklov obdobja manierizma.
V prvem nadstropju je predprostor (z enobarvnimi slikami Luigija Catanija iz 18. stoletja, ki reproducirajo slavnostne teme, ki se nanašajo na temelje vile: upodobljeni so Lorenzo Veličastni, ki model vile prejme od Giuliana da Sangalla in Agnola Poliziano, ki krona z lovoriko Homerjevo doprsje.
Na stropu tako imenovane jedilnice je velika freska Antona Domenica Gabbianija, ki prikazuje delo Cosima Starejšega, očeta domovine. Slika sega v leto 1698 in jo je naročil princ Ferdinando III de' Medici. Ta dvorana je bila znana tudi pod imenom Salone degli stucchi, vendar so bile zadevne štukature s portreti Medičejcev v medaljonih in drugih okraskih odstranjeni leta 1812, ker so veljali za preveč moteče. Le v nekaterih obdobjih leta je bila miza okrašena z namiznimi prti, ki jih je oblikoval Agnolo Bronzino med letoma 1533 in 1548, čudovito tkani s svilo in nitmi iz zlata in srebra.
Prvo nadstropje zaključuje stanovanje Viktorja Emanuela II. s štirimi sobami: garderobo, garsonjero, sprejemnico in spalnico ter stanovanje grofice Mirafiori, Rosa Vercellana (Bella Rosina), sestavljeno iz treh sob s starinskim pohištvom. Soba Bella Rosine je okrašena zlasti s posteljo z baldahinom in stenami, ki so v celoti prekrite z rožnato svilo s cvetličnimi motivi (1865), zavito draperijo, tako da v središču vidi že obstoječo neoklasicistično fresko. Francosko kopel, ki jo je zasnoval dvorni arhitekt Giuseppe Cacialli, je želela Elisa Bonaparte Baciocchi in je vključevala rušenje nekaterih starejših prostorov. Danes je dobro ohranjena z marmornatim bazenom z rezbarijami ter skulpturo Venera in ljubezen v niši, poleg originalnih toaletnih potrebščin. Dve mitološki freski upodabljata Ahila, potopljenega v reko Lete, Teti  se udeleži odhoda Ahila.
Leta 1807 je Poccianti poleg zunanjih stopnic naročil tudi notranje stopnišče, ki povezuje pritličje s preostalimi nadstropji stavbe, za obnovitvena dela v zgornjem nadstropju vile. Iz istega obdobja v nekaterih salonih obstajajo tudi freske, strogo neoklasicističnega sloga, s temami iz starodavne mitologije.

#### Renesančne freske
Najstarejša freska vile iz obdobja Lorenza Veličastnega je tako imenovano Žrtvovanje Laokonta (po Halmovi interpretaciji) Filippina Lippija, ki jo hranijo pod ložo v prvem nadstropju, nekoč ločeno za obnovo in zdaj preseljeno, čeprav jo je vreme precej zbledelo. Vasari citira fresko kot »Žrtvovanje, sveže, v loži, ki je ostala nepopolna« in ki se je vrnila pred Lorenzovo smrtjo ali v vsakem primeru dokončana do leta 1494.
Prevladujoča tema prve konstruktivne faze je bila interpretacija starodavnega v modernem in dekorativnem slogu in ta freska priča o Jedru, pa tudi frizu timpanona, morda Andree Sansovina in prvi okrašeni luneti v salonu Leona X., tisti Pontorma. Med letoma 1519 in 1521 prikazuje rimska božanstva Vertumnusa in Pomona, vpeta v nenavadno klasično pokrajino.
Nato se je tema okrasitve spremenila, verjetno zaradi prihoda v hišo prvih plemiških naslovov Lorenza de' Medici, vojvode Urbinskega in Giuliana de' Medici, vojvode Nemoursa, in postala ilustracija slave Medičejcev, ki ji jasno omenjajo uradne teme slik, torej Zgodbe rimske zgodovine.
Med letoma 1519 in 1521 je delal Andrea del Sarto, ki je naslikal Cezarjev triumf, aluzijo na darila, ki jih je Lorenzo Veličastni prejel od egiptovskega sultana leta 1487. Freska je zasedla približno tretjino površine stene, kjer je bila bližje do zunanje stene je bil v steni naslikan velik steber, ki ga je pozneje odstranil in fresko zgradil Alessandro Allori, ki je svoj podpis in podpis Andrea del Sarta postavil v bližini fanta s puranom v ospredju. Ko se je okvir primitivne freske spet pojavil, je prizorišče prepolovil na dva dela, a so ga nedavne restavracije spet skrile.
Bolj ali manj hkrati je Franciabigio v steni diagonalno nasproti Vrnitev Cicerona iz izgnanstva uresničil jasno prispodobo Cosima starejšega in njegovega izgona s poznejšo zmagoslavno vrnitev v Firence. Na tej freski na vrhu prevladujejo fantastične arhitekture, prikazane v bogati pokrajini v ptičji perspektivi. Tudi to sceno je razširil Aldi, prvotna obroba pa je skrita pred porfirnim obeliskom, ki se nenavadno dviga v središču upodobitve na vrhu slike. Naslikan steber je bil delno ohranjen na freski, pravzaprav ga je Allori vstavil ob obelisk.
Alessandro Allori, ki je zaključil dekorativni program Salona in tam delal med letoma 1578 in 1582, več kot petdeset let po začetku okrasitve drugih slikarjev, in ga je naročil Francesco I. de' Medici, ki je v vili živel zlasti s svojo beneško plemkinjo Bianco Cappello. Poleg razširitve obstoječih plošč je ustvaril še dve novi: Numidijski Syphax sprejema Scipiona, ki je namigoval na potovanje Lorenza Veličastnega v Neapelj k Ferdinandu II. Aragonskem; Konzul Flaminij govori s svetom Ahajcev, v katerem se sklicuje na posredovanje Lorenza Veličastnega v Dieta di Cremona.
S številnimi pripomočki je tudi freskiral dve škatli nad portali, drugi okvir z Vrt Hesperid in prostor med lunetami in okni ter lunetami. Izdelane in fantastične kompozicije s cvetnimi, zoomorfnimi in antropomorfnimi figurami so značilne za muhast okus, ki je bil značilen za tisti čas.
Nato je Allori ustvaril čudovito arhitekturo po sobi, ki je skoraj v nasprotju z arhitekturno resničnostjo, s figurami, ki so videti kot vklesane v njihove močne in kristalne barve, značilne za manierizem, kar ustvarja čudovito in virtuozno kuliso.
Slikovno dekoracijo je dopolnila vrhunska serija tapiserij, ki sta si jih želela Cosimo I. in njegov sin Francesco, ki sta jih prej narisala Stradano in Allori. Upodobljeni so bili številni prizori lova, ki so jih navdihnili resnični skoki v velikem parku okoli vile (veliko večji kot danes). Vendar jih ni mogoče občudovati kot celote, ker je zbirka zdaj razpršena med nekatere florentinske muzeje, depoje in veleposlaništva v tujini.

#### Drugo nadstropje
V drugem nadstropju je postavljen 'Muzej tihožitja', ki je edinstven svoje vrste in razstavlja približno 200 slik iz konca 16. do sredine 18. stoletja, ki prihajajo iz medičejskih zbirk. Mnoge od teh slik so bile do odprtja muzeja v depojih Polo Museale Fiorentino in drugih javnih institucij in so bile tako prvič v veliki meri vidne širši javnosti. V sobi so tapete francoske izdelave z eksotično temo zgodnjega 19. stoletja. Upodobljeni pogledi so široki s črto nizkega obzorja in majhnimi liki, ki prikazujejo Les sauvages de la Mer Pacifique (1804).

#### Soba s frizi
Soba je posvečena dvema pomembnima mojstrovinama obdobja Medičejcev, ki so bile nedavno obnovljene: impozantni friz, ki je krasil fasado vile in ga je naročil sam Lorenzo, ter dragocena tapiserija lova na laboda, ena od 36 tapiserij, ki jih je oblikoval Giorgio Vasari po naročilu Cosima I., zlasti za vilo. Končno, čeprav začasno, je soba okrašena s sliko čudovitega družinskega drevesa Medičejcev iz 17. stoletja.

## Zgradbe v bližini vile in vrtov
Ob vili se nahajajo nekatere stavbe, kot je kapela (kjer je Pietà con i Santi Cosimo e Damiano, ki jo je leta 1560 naslikal Giorgio Vasari, čaka na obnovo), nameščena v pritličju jugovzhodnega bastijona; Cucinone, zgrajen v začetku 17. stoletja, in neoklasicistična klet (ali oranžerija) »s sidranim zadrževanjem vode«, delo Pocciantija (1825). Dvorana Pallacorda je stavba na vogalu vrta, ki sega v konec 18. stoletja za izvajanje te igre, danes pa je v njej recepcija in trgovina.
Sredi 16. stoletja je pod vodstvom Cosima I. Niccolò Tribolo preuredil vrtove in končal gradnjo hlevov (1548). Celoten pogled na vrt in hleve po intervenciji Tribola je v znameniti luneti Giusta Utensa (1599), ki je v Firenškem muzeju.

## Vrtovi
Vrtovi okoli vile segajo v 19. stoletje in so zelo zanimivi.
Do 17. stoletja je bil vrt vile dokaj preprost v primerjavi z vrtom Castello ali Petraia: vrtne površine in gozdnati predeli z italijanskim vrtom na desni, vse brez vodnjakov in kiparskih okraskov, kot kaže slika Giusta Utensa. V 18. stoletju so bila obnovljena nekatera območja vrta, kar je razširilo lovišče, tako imenovano phagianaia. Na italijanskem vrtu je v središču namesto drevesa nameščena fontana, ki jo napaja nov rezervoar za vodo.
Leta 1813 je Louis-Martin Berthault opazil opustošenje trga pred vilo in predlagal odpravo dejstva, da so različni poudarki parka dejansko izolirani od drugega: vila in dvorišče sta sosednja, a italijanski vrt je odrezan od ceste proti Pratu in Barco mediceo di Bonistallo (ne gre zamenjati z veliko večjim "Barco Reale", postavljenim na grebenu Montalbano), lovskim gozdom, ki se še vedno dviga na hribu pred vilo do cerkve San Francesco, od ceste proti Pistoji; Pavoniere so poleg Cascine in še obstoječih ločeni od reke Ombrone.
Da bi odpravili te pomanjkljivosti, je bilo storjenih več korakov: premagana je bila cesta do Prata, podrti so bili številni zidovi, ki so ločevali prostore za sedenje in se z eno ograjo združili, medtem ko so na trgu vile naredili nekaj serpentinastih dovozov z različnimi zelenjavnimi dekoracijami. Vrt je tako dobil nepravilne oblike. Kuhinje, vodotok in kapelo so skrivale nove drevesne skupine.

## Razstave
- Poleti 2009 so bila v vili dobrodošla dela Helene Brandt in Donatelle Mei, kot poklon Isabelli de' Medici
- La Hunting je tema razstave v vili, kjer je Cosimo I. obesil vrsto tapiserij, izvedla pa sta jih Giovanni Stradano in Francesco Allori. Zanimivo središče predstavljajo tapiserije, ki prikazujejo Lov na divje gosi in Lov na labode.